# 上屋抽梯
上屋抽梯或過河拆橋是兵法三十六計的第二十八計，也稱上樓去梯，是一種逼誘計。
原文是：「假之以便，唆之使前，斷其援應，陷之死地。遇毒，位不當也。」（故意显示出有利可图之点，引诱敌人进入绝境，截断它的增援或接应部队，使它全部陷入被包围的死地。遭遇覆灭的大祸，那是由于贪得无厌。）

## 按语
唆使，就是用利益去引诱它。如果只有利益引诱而不开方便之门，那敌人仍会犹豫不前。因此，凡采用“上屋抽梯”之计，必须先设置好梯子，或者显示出有方便上屋的梯子。诱人爬高梯，然后搬走梯子，使其进退无路，只得就范。
諸葛亮与劉琦同登高楼时，劉琦暗使人把梯子抽去，使諸葛亮上不着天，下不着地，只得将“申生在内而亡，重耳在外而安”的事例指点于劉琦。劉琦恍然大悟，便请求父亲劉表将他派往江夏，避开后母，保住了性命。